# بازگشت به ساحل
بازگشت به ساحل (به انگلیسی: Back to the Beach) یک فیلم سینمایی کمدی آمریکایی محصول سال ۱۹۸۷ با بازی فرانکی آوالون و آنت فونیچلو به کارگردانی لیندال هابز است.
این فیلم تقلید مسخره آمیز از سری فیلم‌های بیچ پارتی است که در دهه ۱۹۶۰ محبوبیت پیدا کرده بود.